# Teodora Cantacuzena (esposa de Orcano I)
Teodora Cantacuzena (em grego: Θεοδώρα Καντακουζηνή) era uma princesa bizantina, filha do imperador João VI Cantacuzeno, e quinta esposa do sultão otomano Orcano I. Depois de seu casamento, Teodora passou a ser conhecida entre os turcos como Maria Catum (equivalente a "senhora Maria").

## Vida
Teodora era uma das três filhas do imperador João VI com Irene Asanina. O historiador Nicéforo Gregoras incorretamente a chama de "Maria" numa passagem. Em janeiro de 1346, para reforçar a aliança do pai com o ascendente Emirado Otomano e para evitar que eles ajudassem a imperatriz-regente Ana de Saboia durante a guerra civil em andamento, Teodora foi dada em noivado ao monarca otomano, Orcano I. O casamento foi realizado no verão do mesmo ano e seus pais e irmãs a escoltaram até Selímbria, onde os representantes de Orcano, inclusive alguns dos mais altos oficiais de sua corte e um regimento de cavalaria chegaram numa frota de 30 navios. Uma cerimônia foi realizada na cidade na qual os representantes do sultão receberam a noiva e a escoltaram até as terras otomanas na Bitínia, do outro lado do Mar de Mármara, onde o casamento de fato se realizou.
Teodora permaneceu cristã depois de seu casamento e atuou ativamente apoiando os cristãos que viviam sob o jugo otomano. Em 1347, ela deu à luz seu único filho, Şehzade Halil, que foi capturado por piratas genoveses para ser trocado por um resgate ainda criança. O imperador bizantino João V Paleólogo foi instrumental para sua libertação no final. Posteriormente, Halil se casou com Irene, filha de João V com a irmã de Teodora, Helena Cantacuzena.
Com exceção de uma breve viagem de três dias em Constantinopla em fevereiro de 1347 logo depois da vitória do pai na guerra civil, Teodora permaneceu na corte otomana até a morte de Orcano em 1362. Depois disso, ela aparentemente retornou para a capital imperial, onde viveu com a irmã, a imperatriz Helena, no palácio imperial. A última menção ao seu nome informa que ela teria permanecido sob prisão em Gálata durante o breve reinado de Andrônico IV Paleólogo entre 1379 e 1381.